# Спросс, Чарльз Гилберт
Чарльз Гилберт Спросс (англ. Charles Gilbert Spross; 6 января 1874, Покипси, штат Нью-Йорк — 23 декабря 1961) — американский органист, пианист и композитор.
Начал учиться музыке в своём родном городе у органистки Хелен Андрус (1853—1927) и Адольфа Кюна, затем учился в нью-йоркской Консерватории Шарвенки у Франца Ксавера Шарвенки и Карла Лахмунда.
На протяжении семи лет служил органистом в церкви Святого Павла в Покипси, затем в других пресвитерианских храмах штатов Нью-Йорк и Нью-Джерси. Как пианист получил известность, прежде всего, в качестве аккомпаниатора: среди музыкантов, которым Спросс аккомпанировал, были Нелли Мельба, Лиллиан Нордика, Олив Фремстад и другие звёздные вокалисты, а также брат Губерт Спросс (1878—1959), выступавший с художественным свистом. Как солист записал в 1911 году ряд небольших пьес Фридерика Шопена, Роберта Шумана, Морица Мошковского, Клода Дебюсси, Сергея Рахманинова, Яна Сибелиуса, Бенжамена Годара, Сесиль Шаминад и др.
Автор многочисленных песен для голоса с оркестром, нескольких кантат, скрипичной сонаты. Особой популярностью пользовалась одна из песен Спросса, «Болотные огоньки» (англ. Will-o'-the-Wisp), которую в разные годы записали Альма Глюк, Роза Понсель и Мариан Андерсон.